# 미스터리 형사
미스터리 형사는 KT의 메가TV의 국내최초 IPTV 드라마이며, tvN(금요일 12시 30분)과 메가플러스(금요일 10시)에서 방영하였다.

## 줄거리
이씨 성을 가진 세 형사가 각각 오명을 뒤집어쓴 채 별동대 성격인 '미스터 리' 팀으로 모이고, 이들이 합심하여 살인사건 등의 각종 강력 범죄를 파헤치는 과정을 다룬 수사물이다. 전직 형사였던 이채영 아버지의 죽음을 둘러싼 미스터리를 큰 줄기로, 매회 한 개의 서로 다른 사건을 풀어간다.

## 등장 인물

### 주요 인물
- 이원종 : 이강호 역
- 박은혜 : 이채영 역
- 이태곤 : 이한 역
- 최필립 : 이윤석 역

### 주변 인물
- 강신일 : 강 과장 역
- 손병호 : 이 형사 역
- 이재용 : 노진기 역
- 최일화 : 백곰 역
- 김동윤 : 한승범 역
- 이슬기 : 이슬기 역
- 이종구 : 변호사 역

| tvN 금요드라마                             | tvN 금요드라마                                   | tvN 금요드라마                                            |
| 이전 작품                                  | 작품명                                           | 다음 작품                                                 |
| ------------------------------------------ | ------------------------------------------------ | --------------------------------------------------------- |
| 맞짱 (2008년 10월 24일 ~ 2008년 12월 13일) | 미스터리 형사 (2009년 1월 16일 ~ 2009년 3월 6일) | 막돼먹은 영애씨 시즌 5 (2009년 3월 6일 ~ 2009년 7월 17일) |